# Воскресінці
Воскресі́нці (до 2025 року — Воскреси́нці; поль. Oskrzesińce) — село в Україні, у Коломийській міській громаді Коломийського району Івано-Франківської області. Населення становить 1917 осіб. Розташоване на річці Прут, за 3 км від районного центру.
Село межує з півночі та заходу з містом Коломия, зі сходу — з селами Королівка та Корнич. В селі є одинадцятирічна школа, дитячий садок, бібліотека, народний дім, музей.

## Історія
Перша писемна згадка про село припадає на 1353 рік. Дані зафіксовані в документах XIV—XV ст.: «Словнік географічних крульовства Польского», розділ І-XV, м. Варшава, 1880—1897 рр., том ІІІ.
Назва села швидше всього походить від монастиря, який знаходився на території села. При вході до нього на воротах був напис «Воскрес ІНЦІ». При поселенні людей в цій місцевості ці слова і дали назву селу. Тому історична назва села — «Воскресінці».
В 1353 році коломийський магістрат, яким керували поляки, дарував його на збільшення дотації римо-католицькій парафії в Коломиї, якій тоді належало 25 сіл, одне місто і одне містечко.
Згадується село 9 липня 1440 року в книгах галицького суду.
В 1739 році загін Олекси Довбуша зруйнував тут поміщицький двір.
У Львівському єпархіальному Шематизмі за 1867 рік згадується, що у Воскресінцях заложено школу (реєстр ч. 66604, від 12.10.1861 року). У 1868 році уряд закрив школу.
У 1870-х роках при церкві була організована приватна парохіальна школа (організатор о. Іван Рудницький). З 1893 року управителем школи призначений Осип Новодворський. Водночас збудована школа під керівництвом війта села Якима Гринюка. У 1902—1904 роках добудовано приміщення школи. З 1906 року новим управителем школи призначено Павла Побігущого, який з сім'єю переїхав на проживання з Гусятинського повіту Тернопільщини.
В роки Першої світової війни в УСС зголосилося більше двадцяти юнаків. У 1920-х роках у селі створювались організації з різних напрямів діяльності: «Пласт», «Каменярі», «Луг», «Союз українок», каса Стефчика (каса взаємодопомоги). У 1930-х роках у селі діяла надзвичайно потужна мережа ОУН, яку організував та очолив Петро Сербенюк, у 40-х — сотник УПА.
В роки Другої світової війни та повоєнні роки в визвольних змаганнях та на фронтах узяло участь понад 200 чоловік. З них 96 чоловік загинуло, більше 50 — пройшли сибірські табори.
У 1944 році в селі було відкрито семирічну школу, у 1963 — восьмирічну. З 1969 по 1976 будувалося приміщення нової школи. Територія школи — 3 гектари. З 1991 року функціонує середня школа.
14 травня 1989 р. відкрито пам'ятник Тарасові Шевченку з підняттям синьо-жовтого прапора.
22 листопада 2018 року в рамках адміністративної реформи увійшли до складу Коломийської об'єднаної територіальної громади з центром у м. Коломия.
9 лютого 2022 року у рамках проекту «Вервиця єднає» відбулася онлайн трансляція з церкви УГКЦ Воскресіння Христового.
5 червня 2025 року Верховна Рада підтримала повернення історичної назви села Воскресинці — Воскресінці. Назва походить від напису на воротах монастиря що колись знаходився на території села — «Воскрес ІНЦІ». 15 червня 2025 року перейменування набуло чинності.

## Видатні особи
У Воскресинцях народилися та виховувались:
- Лесь Гринюк (1883—1911) — український письменник демократичного напряму;
- Гринюк Юрій Михайлович — український письменник, вчитель, 1937 розстріляний за сфабрикованою справою так званої «Подільської філії Української військової організації».
- Михайло Гуцуляк (1889—1946) — український письменник, офіцер УГА, батько українського хіміка, професора Бориса Гуцуляка;
- Петро Кривоносюк (народився 12 червня 1895 — † ?) — краєзнавець, освітянин. Закінчив Коломийську гімназію. Сотник УГА. Сотник легіону УСС, перекладач делегації УНР з Німеччиною. Створив Грубешівську українську учительську семінарію.
- Євген Рен-Побігущий — командир батальйону «Роланд», полковник, батько якого, Павло, довгі роки був директором школи в селі;
- Богдан (Федір) Романенчук (1908—1989) — український літератор, керуючий редакційною колегією видавництва «Київ» у Філадельфії, головний редактор видання «Коломия і Коломийщина» (1989).
- Сербенюк Петро Іванович — Лицар Бронзового хреста заслуги УПА, керівник Заболотівського та Коломийського районних проводів ОУН.

о. Йосиф Смеречинський (1865 р. н.) — протягом довгих років у селі очолював парафію.

## Світлини

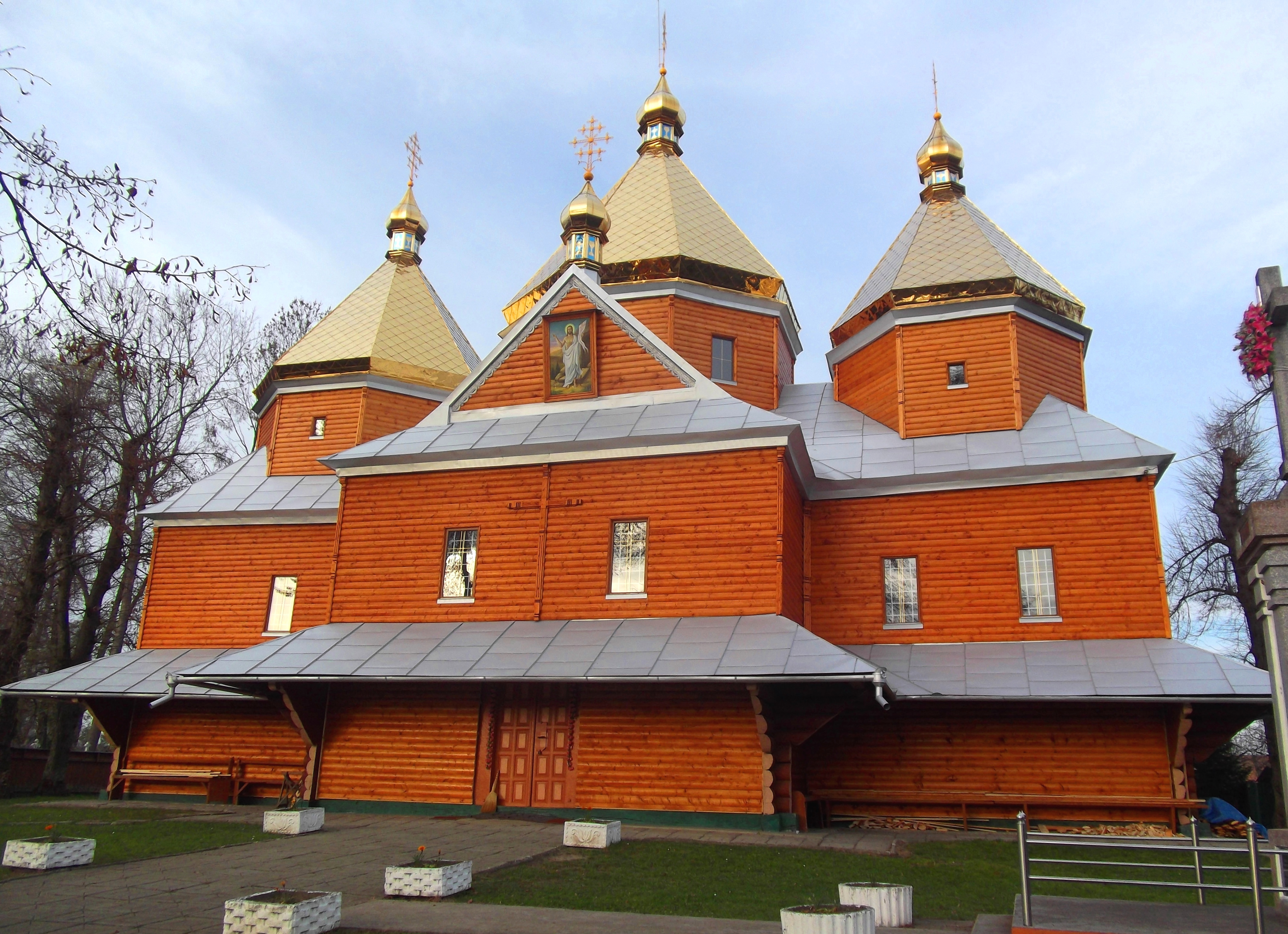
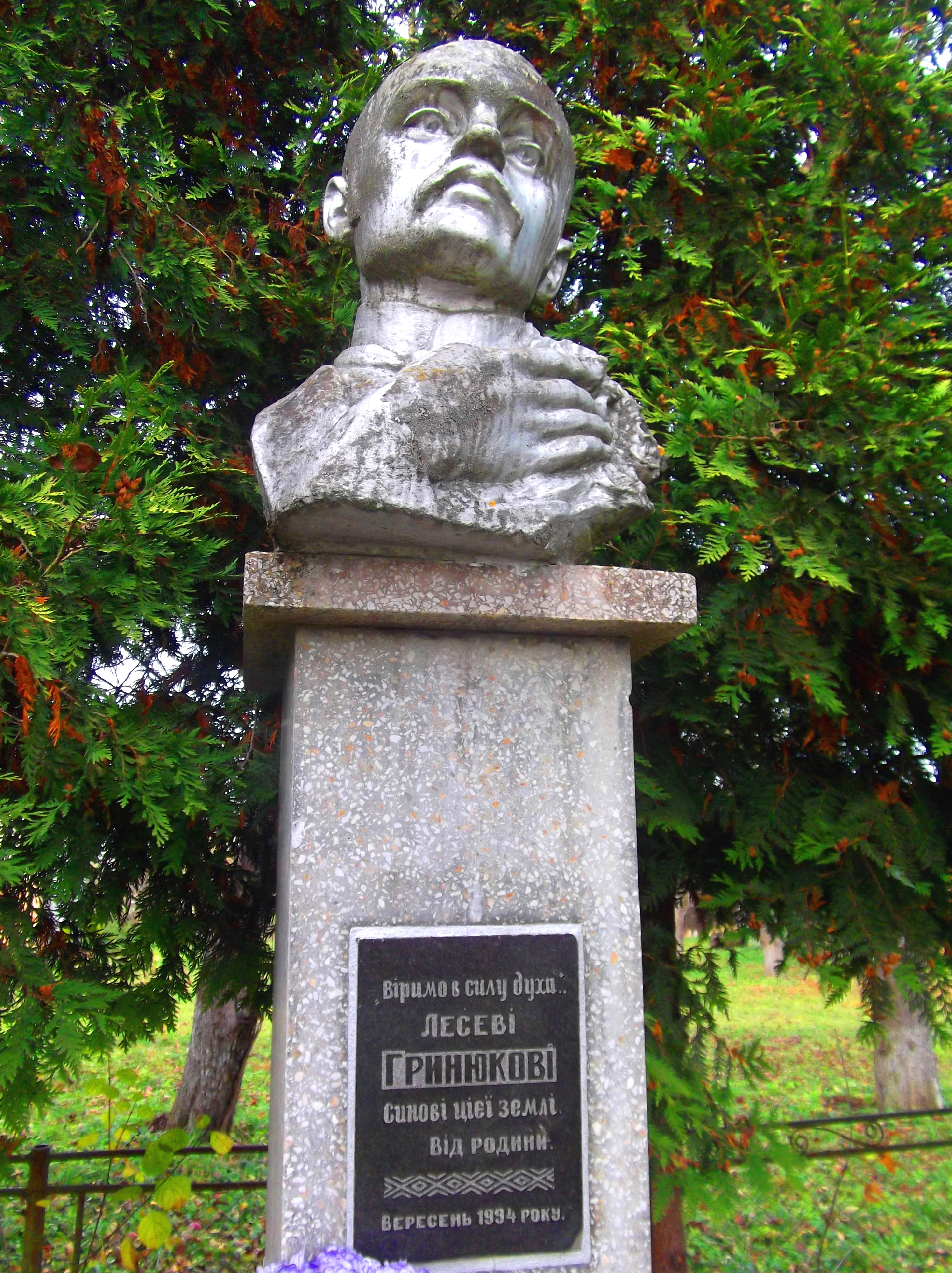